# Сулув-Кольонія
Сулув-Кольонія (пол. Sułów-Kolonia) — село в Польщі, у гміні Сулув Замойського повіту Люблінського воєводства. Населення — 68 осіб (2011).
У 1975—1998 роках село належало до Замойського воєводства.

## Демографія
Демографічна структура станом на 31 березня 2011 року:
|          | Загалом | Допрацездатний вік | Працездатний вік | Постпрацездатний вік |
| -------- | ------- | ------------------ | ---------------- | -------------------- |
| Чоловіки | 37      | 4                  | 26               | 7                    |
| Жінки    | 31      | 3                  | 15               | 13                   |
| Разом    | 68      | 7                  | 41               | 20                   |